# افتتاحية ألبين
افتتاحية ألبين هي افتتاحية نادرة متفرعة عن اللعبة المفتوحة وتظهر بالنقلات التالية:
1. e5 e4

2. Ne2
سميت باسم اللاعب الروسي سيميون ألبين ورمزها في موسوعة افتتاحيات الشطرنج هو C20.

## تاريخ
تم استخدام هذه الفتحة من قبل سيميون ألبين في أواخر 1890 ضد ميخائيل شيغورين (في 1897 ببرلين  وفي 1898 بفيينا) وضد أكيبا روبنشتاين (في فيينا 1908).